# Evgheni Ustiugov
Evgheni Ustiugov (n. 4 iunie 1985, Krasnoiarsk, RSFS Rusă, URSS) este un biatlonist ce a reprezentat Rusia, medaliat olimpic. A participat la 2 ediții ale Jocurilor Olimpice (2010, 2014) în care a câștigat două medalii de aur și o medalie de bronz.